# 百里を行く者は九十を半ばとす
百里を行く者は九十を半ばとす（ひゃくりをゆくものはきゅうじゅうをなかばとす）は、古代中国からのことわざ。

## 概要
百里の距離を歩き通そうと思ったならば、九十里を来たところでやっと半分であると考える習慣を持つべきであるということ。始終を全うすることは困難であるため。このことから転じて、物事を行っている場合には途中で油断しているということが多いため、うまく行っているように思われる場合でも最後まで油断をせずに努力しようとしなければならないということが意味される。

### 歴史
戦国策にこの言葉が出てくる。紀元前4世紀の終わりごろの戦国時代のことで、その時の秦という国の武王は激戦の末に隣国の韓を打ち破ることができて得意気になっていた。その時にある人が武王に、百里を行く者は九十を半ばとすとして、その驕りを戒めた。このことは末路が難いということであり、何事も最後が肝心であるということであった。